# صياغات النسبية الخاصة
النسبية الخاصة كما صاغها ألبرت أينشتاين عام 1905، استندت نظرية النسبية الخاصة إلى افتراضين رئيسيين:
1. مبدأ النسبية - شكل القانون الفيزيائي هو نفسه في أي إطار بالقصور الذاتي.
2. سرعة الضوء ثابتة - في جميع الإطارات بالقصور الذاتي، تكون سرعة الضوء c هي نفسها سواء انبعث الضوء من مصدر في حالة السكون أو الحركة.

كانت هناك صيغ بديلة مختلفة للنسبية الخاصة على مر السنين.

## نهج «افتراض واحد»
وفقًا لبعض المراجع، يمكن اشتقاق نظرية النسبية الخاصة من افتراض واحد: مبدأ النسبية. قد يكون مضللًا لأن هذه الصيغ تعتمد في الواقع على افتراضات مختلفة غير مذكورة مثل الخواص وتجانس الفضاء. السؤال هنا ليس حول العدد الدقيق. يتم استخدام عبارة «افتراض واحد» فقط بالمقارنة مع صياغة «افتراضين». السؤال الحقيقي هنا هو ما إذا كان يمكن استنتاج سرعة الضوء العالمية بدلاً من افتراضها.

## نظرية الأثير لورنتز
طور هندريك أنتون لورنتس وهنري بوانكاريه نسختهما من النسبية الخاصة في سلسلة من الأبحاث من عام 1900 إلى عام 1905. واستخدموا معادلات ماكسويل ومبدأ النسبية لاستنتاج نظرية مكافئة رياضياً للنظرية التي طورها أينشتاين لاحقًا.

## مكان مينكوفسكي
مكان مينكوفسكي هي بيئة رياضية يتم فيها صياغة النسبية الخاصة بشكل ملائم. تم تسمية مكان مينكوفسكي على اسم عالم الرياضيات الألماني هيرمان مينكوفسكي، الذي أدرك حوالي عام 1907 أن نظرية النسبية الخاصة (التي طورها بوانكاريه وأينشتاين سابقًا) يمكن وصفها باستخدام الزمكان رباعي الأبعاد، والذي يجمع بين أبعاد الزمن والأبعاد الثلاثة من الفضاء.